# テルテンリュウ
テルテンリュウは日本の競走馬、種牡馬。おもな勝鞍は宝塚記念。東京優駿（日本ダービー）優勝馬ロングエースの代表産駒である。全18戦中17戦で西浦勝一が騎手を務めた。

## 経歴
馬齢は当時の表記とする。
中央競馬で競走生活を送る。デビューは1978年12月3日、阪神競馬場の新馬戦。ここを勝利し、続く800万円以下条件のシクラメン賞では、のちにクラシック路線などで争うネーハイジェットを降す。
1979年、4歳時の春は常に人気となるも、きさらぎ賞2着、毎日杯3着など勝ちきれないレースが多かった。皐月賞は回避し、マーガレットステークス（当時2000メートル）を勝利。東京優駿出走に向けて万全の状態でNHK杯へ出走、皐月賞2着のカツラノハイセイコ（3着）も出走していたが、2着に2馬身2分の1差を付け勝利。単勝3番人気に支持された東京優駿では、最後の直線で斜行しリンドプルバンに不利を負わせ、カツラノハイセイコと競り合うも最後は3着に終わる。秋は菊花賞を目指したが、体調不良で回避。
1980年、古馬となった5歳時はスポーツニッポン賞金杯2着のあと日経新春杯で1番人気を裏切り、オープン戦でその年の京都記念優勝馬アグネスレディーに勝利したが、天皇賞（春）では同い年のニチドウタローの6着だった。そして、中京競馬場で開催された宝塚記念に出走。カネミカサ、リンドプルバン、ニチドウタロー、カネミノブ、メジロイーグルなど強豪馬が揃うなか1番人気に支持された。レースは不良馬場という過酷な環境で行われたが、1周目の直線で後方から好位に取り付き、逃げたメジロイーグルや先行したハシクランツ、カネミカサを最後の直線で内から差しきり優勝した。
続く高松宮杯は繋靭帯炎のため出走取消となり、以降も復帰はならず、1981年に競走馬を引退した。その後鹿児島県で種牡馬となったが早世。2年間の供用で遺した産駒は3頭であった。

## 血統
| テルテンリュウの血統（ファリス系／Blue Peter 4×5=9.38%、Fairway 5×5=6.25%） | テルテンリュウの血統（ファリス系／Blue Peter 4×5=9.38%、Fairway 5×5=6.25%） | テルテンリュウの血統（ファリス系／Blue Peter 4×5=9.38%、Fairway 5×5=6.25%） | （血統表の出典）           | （血統表の出典） |
| 父 ロングエース 1969 黒鹿毛                                                 | 父の父*ハードリドン Hard Ridden 1955 黒鹿毛                                 | Hard Sauce                                                                  | Ardan                      | Ardan            |
| 父 ロングエース 1969 黒鹿毛                                                 | 父の父*ハードリドン Hard Ridden 1955 黒鹿毛                                 | Hard Sauce                                                                  | Sancy Bella                |                  |
| 父 ロングエース 1969 黒鹿毛                                                 | 父の父*ハードリドン Hard Ridden 1955 黒鹿毛                                 | Toute Belle                                                                 | Admiral Drake              | Admiral Drake    |
| 父 ロングエース 1969 黒鹿毛                                                 | 父の父*ハードリドン Hard Ridden 1955 黒鹿毛                                 | Toute Belle                                                                 | Chatelaine                 |                  |
| 父 ロングエース 1969 黒鹿毛                                                 | 父の母ウインジェスト 1963 黒鹿毛                                            | *ティエポロ                                                                 | Blue Peter                 | Blue Peter       |
| 父 ロングエース 1969 黒鹿毛                                                 | 父の母ウインジェスト 1963 黒鹿毛                                            | *ティエポロ                                                                 | Trevisana                  |                  |
| 父 ロングエース 1969 黒鹿毛                                                 | 父の母ウインジェスト 1963 黒鹿毛                                            | *ノルマニア                                                                 | Norman                     | Norman           |
| 父 ロングエース 1969 黒鹿毛                                                 | 父の母ウインジェスト 1963 黒鹿毛                                            | *ノルマニア                                                                 | Sainte Mesme               |                  |
| 母 フミノチェリー 1969 鹿毛                                                 | 母の父*ガーサント Guersant 1949 鹿毛                                        | Bubbles                                                                     | La Farina                  | La Farina        |
| 母 フミノチェリー 1969 鹿毛                                                 | 母の父*ガーサント Guersant 1949 鹿毛                                        | Bubbles                                                                     | Spring Cleaning            |                  |
| 母 フミノチェリー 1969 鹿毛                                                 | 母の父*ガーサント Guersant 1949 鹿毛                                        | Montagnana                                                                  | Brantome                   | Brantome         |
| 母 フミノチェリー 1969 鹿毛                                                 | 母の父*ガーサント Guersant 1949 鹿毛                                        | Montagnana                                                                  | Mauretania                 |                  |
| 母 フミノチェリー 1969 鹿毛                                                 | 母の母キヌコ 1962 黒鹿毛                                                    | *ケリー                                                                     | Panorama                   | Panorama         |
| 母 フミノチェリー 1969 鹿毛                                                 | 母の母キヌコ 1962 黒鹿毛                                                    | *ケリー                                                                     | Cottesmore                 |                  |
| 母 フミノチェリー 1969 鹿毛                                                 | 母の母キヌコ 1962 黒鹿毛                                                    | *フェアヒルズ                                                               | Fairwell                   | Fairwell         |
| 母 フミノチェリー 1969 鹿毛                                                 | 母の母キヌコ 1962 黒鹿毛                                                    | *フェアヒルズ                                                               | Song of the Hills F-No.1-l |                  |

母の半妹にアイノクレスピン（1977年神戸新聞杯優勝）。